# Poręba Górna
Poręba Górna – wieś w Polsce położona w województwie małopolskim, w powiecie olkuskim, w gminie Wolbrom.
| SIMC    | Nazwa     | Rodzaj    |
| ------- | --------- | --------- |
| 0224700 | Dołki     | część wsi |
| 0224716 | Przecinka | część wsi |

W latach 1955-1961 wieś była siedzibą gromady Poręba Górna. W latach 1975–1998 miejscowość administracyjnie należała do województwa katowickiego.

## Położenie
Licząca 503 mieszkańców wieś rozciąga się wzdłuż dróg prowadzących w kierunku Wolbromia, Zasępca i Budzynia. Granicą wsi od strony północnej (po wysokiej, dochodzącej do 493 m n.p.m. rozległej wierzchowinie), przebiega Szlak Warowni Jurajskich. W tym właśnie miejscu szlak osiąga najwyżej położone miejsce na całej trasie jego przebiegu. Nieco niżej, przy zbiegu granic Wolbromia i Poręby Górnej, ale już na terenie Zasępca stoi 30-metrowej wysokości Krzyż Milenijny z tablicą poświęconą przez papieża Jana Pawła II. Rozciąga się stąd przepiękny widok nie tylko na leżący ponad sto metrów niżej Wolbrom, ale także na rozległe tereny Jury, Wyżyny Śląskiej na zachodzie, Wyżynę Miechowską na wschodzie, a także na Beskidy. Przy dobrej przejrzystości powietrza można zobaczyć nawet Tatry. Poręba Górna leżąca średnio na wysokości 470–480 m n.p.m. jest nie tylko najwyżej położoną wsią w powiecie olkuskim, ale także jedną z najwyżej położonych na całej Jurze. Nic więc dziwnego, że panujący tu mikroklimat różni się zasadniczo od innych rejonów. Swego czasu ciągle zasypywaną przez śnieg Porębę Górną określano mianem bieguna zimna województwa.

## Zabytki
Obiekty wpisane do rejestru zabytków nieruchomych województwa małopolskiego:
- zespół kościoła parafialnego pw. św. Jana Chrzciciela
  - murowana dzwonnica z 1876 roku;
  - cmentarz;
  - ogrodzenie z bramami z 1900 roku.

## Religia
Pierwszy kościół we wsi wzmiankowany był w 1353 roku, zakrystia pochodzi z 1887. W 2020 roku przeprowadzono remont obiektów wchodzących w skład zabytkowego zespołu. 
Na terenie wsi działa rzymskokatolicka parafia.